# 川野夏橙

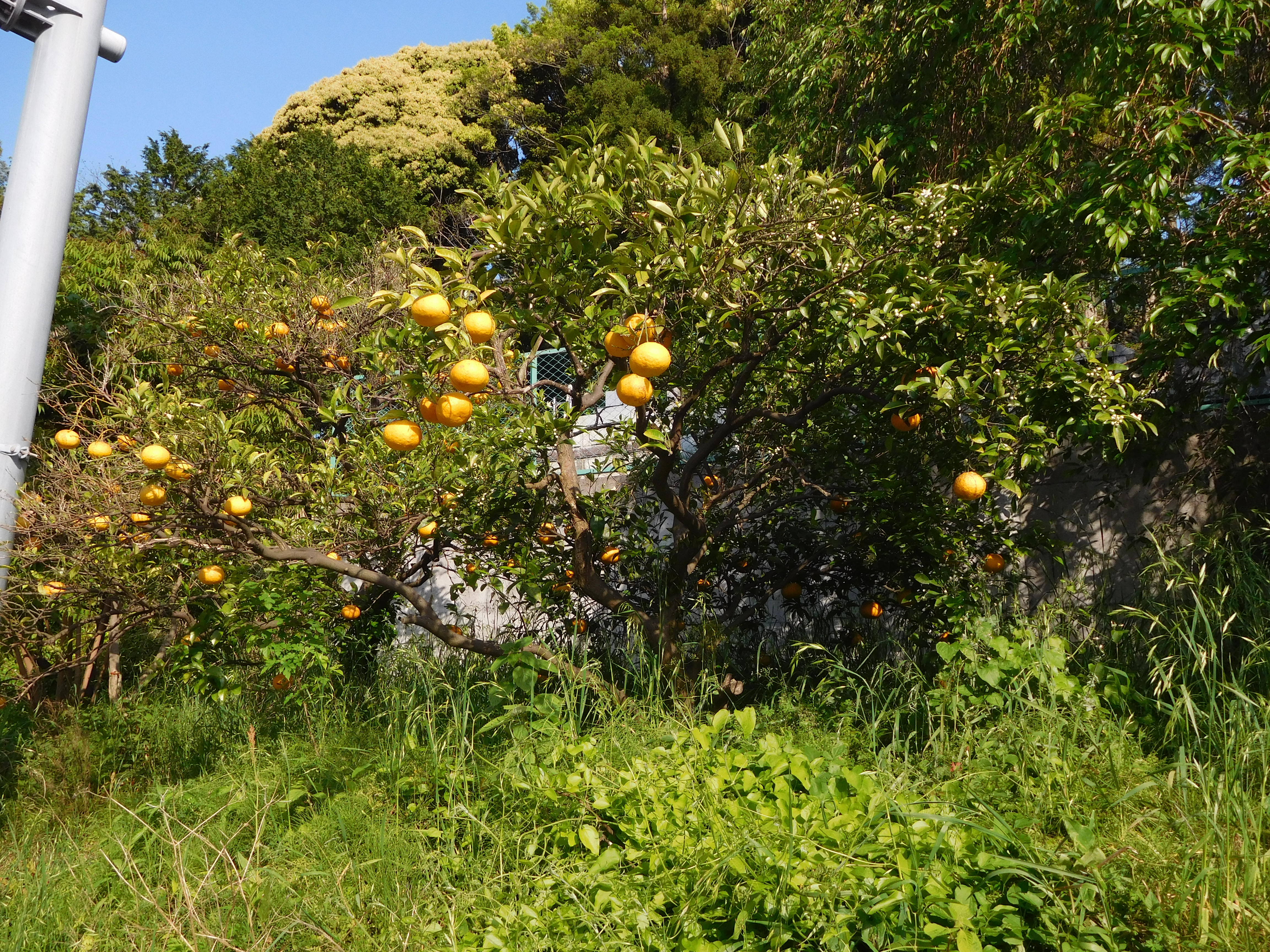

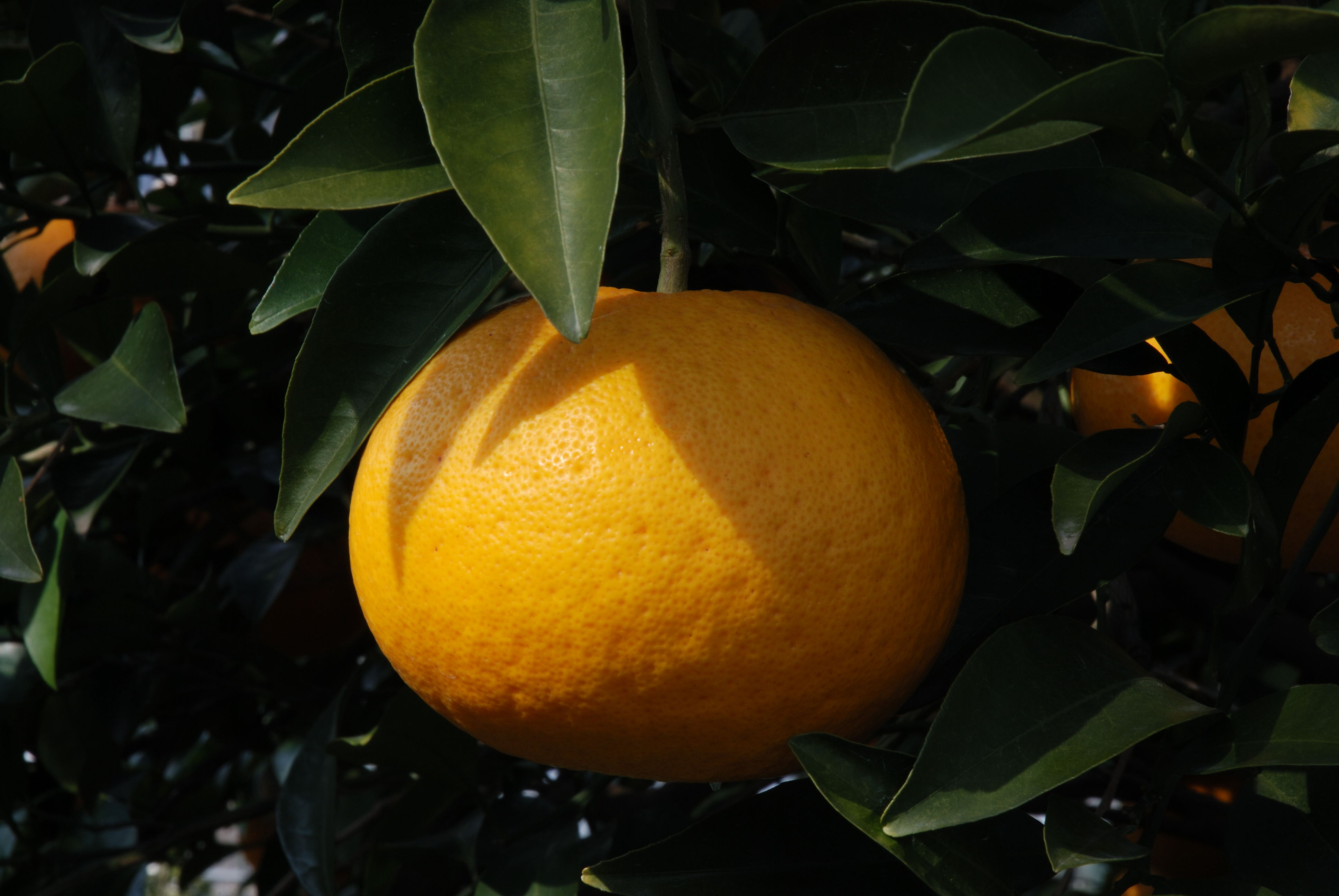

川野夏橙（カワノナツダイダイ）是芸香科柑橘屬的一種植物。川野夏橙在1935年培育成功，由日本大分縣津久見市的川野豐培育。又稱為甘夏橙。